# Fear of a Blank Planet
Fear of a Blank Planet - (także Transmission 6.1) – dziewiąty album studyjny brytyjskiej grupy Porcupine Tree, wydany 16 kwietnia 2007 r.

## Lista utworów
1. "Fear of a Blank Planet" – 7:28
2. "My Ashes" – 5:07
3. "Anesthetize" – 17:42
4. "Sentimental" – 5:26
5. "Way Out of Here" – 7:37
6. "Sleep Together" – 7:28

## Twórcy
- Steven Wilson – wokal, gitara, keyboard, pianino
- Richard Barbieri – keyboard, syntezator
- Colin Edwin – gitara basowa
- Gavin Harrison - perkusja

### Gościnnie
- Alex Lifeson (Rush) - gitara (utwór #3)
- Robert Fripp (King Crimson) - soundscape (utwór #5)
- John Wesley - wokal wspierający

## Wydania
| Region  | Data                 | Wytwórnia               | Format       |
| ------- | -------------------- | ----------------------- | ------------ |
| Europa  | 16 kwietnia, 2007    | Roadrunner Records      | CD, CD+DVD-V |
| USA     | 24 kwietnia, 2007    | Atlantic Records        | CD, CD+DVD-V |
| Japonia | 25 kwietnia, 2007    | WHD                     | CD, CD+DVD-V |
| Kanada  | 1 maja, 2007         | Warner-Elektra-Atlantic | CD           |
| Świat   | 25 września, 2007    | Tonefloat Records       | 2xLP         |
| Świat   | 3 października, 2007 | Transmission            | DVD-A        |

## Pozycje na listach
| Lista | Kraj   | Pozycja |
| ----- | ------ | ------- |
| OLiS  | Polska | 11      |